# رأس ميدوسا (لوحة)
رأس ميدوسا (بالايطالية: Testa di Medusa) لوحة بريشة الرسام الباروكي كارافاجيو. تم إنشاء نسختين من اللوحة - واحدة في 1596 والأخرى في 1597 - تصور الوحش ميدوسا في اللحظة الأخيرة التي أعدمها البطل بيرسيوس. يلعب كارافاجيو بالمفهوم من خلال استبدال وجه ميدوسا بوجهه، كمؤشر على مناعته تجاه نظرتها المروعة. نظرًا لتصميمها الغريب والمعقد، يُقال إن اللوحة تكمل سحر كارافاجيو الفريد بالعنف والواقعية. تم تكليفه عمل اللوحة من قبل الدبلوماسي الإيطالي فرانشيسكو ماريا ديل مونتي كهدية لمنحها إلى دوق توسكانا الأكبر، وهي الآن موجود في متحف أوفيزي في فلورنسا دون توقيع.

## تاريخ
في تسعينيات القرن التاسع عشر، بدأ كارافاجيو للتو شهرته كفنانًا ناجحًا وثريًا في روما. ومع ذلك، تميز الوقت الذي رسم فيه نسختين من ميدوسا بالعديد من الخلافات مع القانون. في يوليو 1597 ، تورط كارافاجيو وشريكه بروسبيرو كشهود في جريمة وقعت بالقرب من سان لويجي دي فرانشيسي. في إحدى الحالات، أدلى حلاق يُدعى لوكا بشهادة عن كارافاجيو حيث قدم وصفًا لجاذبيته الغامضة:
«هذا الرسام شاب ممتلئ الجسم... بلحية سوداء رقيقة، وحاجبان كثيفان وعينان سوداوان، يرتدي ملابس سوداء بالكامل، بطريقة غير منظمة إلى حد ما، مرتديًا خرطومًا أسود رثًا بعض الشيء، وله رأس كثيف من شعر طويل على جبهته.» 
نتيجة لسلوكه الغامض وأيضًا بسبب ارتباطه بالعباءات، تم إلقاء القبض على كارافاجيو عدة مرات أشار فيها إلى أنه يفضل ارتداء الملابس الداكنة لتجنب أن يراها الجمهور، وهذا هو السبب أيضًا في تفضيله للظهور في وقت متأخر من الليل. رحلات لتجنب الانتباه المفرط أو غير الضروري. في 4 مايو 1598 اعتقل مرة أخرى لحيازته سيف في الأماكن العامة، حيث أكد:
«تم اعتقالي الليلة الماضية... لأنني كنت أحمل سيفًا. أحمل السيف حقًا لأنني رسام إلى البابا يوليوس الثالث. أنا في خدمته وأعيش في منزله. أنا مقيد في كشوف رواتب أسرته».
لم تكن لوحات كارافاجيو متناغمة أبدًا مع الموضوعات المثالية التي كانت سائدة خلال الفترة الزمنية. بدلاً من ذلك، أصبح أكثر اهتمامًا بفكرة الواقعية ودمجها في لوحاته. عندما رسم ميدوسا، حقق كارافاجيو إنجازًا كبيرًا في حياته - فقد أتيحت له الفرصة لتزيين كنيسة كونتاريلي، حيث ابتكر صورًا واقعية تتعلق بحياة القديس متى نفسه. بعض هذه اللوحات تشمل القديس متى والملاك، استشهاد القديس متى، دعوة القديس متى. أعطته هذه الفرصة لرسم الكنيسة الصغيرة ميزة كبيرة وشعورًا بالدافع لدمج المزيد من الواقعية في أعماله الفنية.

## النسخ
تُعرف النسخة الأولى من اللوحة التي تم إنشاؤها في عام 1596 باسم «مورتولا»، والتي سميت على اسم الشاعر غاسباري مورتولا، الذي كتب «اهرب، لأنه إذا كانت عيناك شاردتان من الذهول، فسوف تحولك إلى حجر». هذا العمل ضمن ملكية خاصة. تُعرف النسخة الثانية من اللوحة التي تم إنشاؤها عام 1597 باسم «رأس ميدوسا». إنه أكبر قليلاً من الأول، ويبلغ طوله 60 × 55 سم، وعلى الرغم من عدم توقيعه، إلا أنه غالبًا ما يرجع تاريخه إلى عام 1597. هذا العمل محفوظ في متحف أوفيزي في فلورنسا.
|  |  |

## الموضوع

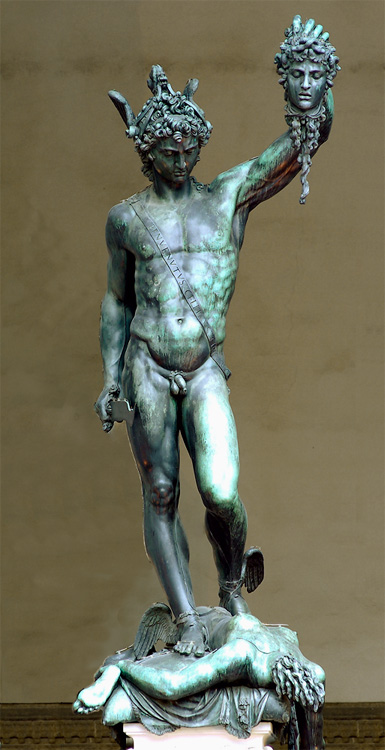
البطل بيرسيوس يقطع راس ميدوسا تمثال بواسطة بنفينوتو تشيليني

بالنسبة لموضوعها، استند كارافاجيو إلى أسطورة ميدوسا. تصور اللوحة رأس ميدوسا المقطوع، وهو وحش يوصف بأنه أنثى ذات يدين من البرونز وأجنحة ذهبية، وعلى رأسها عدد لا يحصى من الثعابين السامة بدلاً من شعرها. أي شخص ينظر إليها بقدر ما يتحول إلى حجر. كانت ميدوسا، مع شقيقتها ستينو ويوريال، تُعرف باسم جورجون، وهو مخلوق أسطوري قوي في الأساطير اليونانية القديمة. لقد لعنتها الإلهة اليونانية أثينا، التي حولتها إلى الوحش السام الذي كانت عليه. قام بيرسيوس، ابن الإله اليوناني زيوس والأميرة داناي، بقطع رأس ميدوسا باستخدام درع قدمته أثينا. يصور كارافاجيو في لوحته صورة ذاتية لوجهه في مكان ميدوسا، كطريقة للإشارة إلى مناعته تجاه نظرتها المخيفة. على الرغم من قطع الرأس، إلا أنه لا يزال يبدو واعيًا حيث تلتقط اللوحة لحظاتها الأخيرة في صمت قبل أن تهزم. يتدفق الدم في العديد من الخطوط، بينما يتدلى الفم بأسنان جرد مفتوحة على مصراعيها. مع تجعد الحواجب وتضخيم العينين، يتم تصوير تعبير مروع. تم تكليف أللوحة من قبل الكاردينال فرانشيسكو ماريا ديل مونتي باللوحة لتكون درعًا تذكاريًا، والذي أراد أن يسلمها إلى دوق توسكانا الأكبر، فرديناندو الأول دي ميديشي، لشجاعته.

## الوصف

### المادة
التركيب الكيميائي لهذه اللوحة معقد للغاية. استخدم كارافاجيو درعًا دائريًا مصنوعًا من خشب الحور كقاعدة لهذه اللوحة. تم تغطية الدرع بالكتان، حيث تمت إضافة أربع طبقات مختلفة من الطلاء - المعروفة باسم طبقات التحضير - للمساعدة في إنشاء أساس اللوحة. فوق طبقات التحضير، تم وضع طبقة إضافية لجعل الخلفية تبدو أكثر انعكاسًا. فوق هذه الطبقة العاكسة، تم وضع طبقة أخرى (الخلفية الخضراء التي تظهر على اللوحة) - تتكون هذه الطبقة من خليط من الزنبق والطلاء الأصفر من الرصاص والقصدير. فوق هذه الطبقة الخلفية، تم وضع ثلاث طبقات أخرى مكونة من خليط من الزيوت العطرية وزيت التربنتين والمصطكي مع آثار من شمع العسل لتشكيل اللوحة. أخيرًا، تمت إضافة بضع طبقات أخرى للمساعدة في الحفاظ على اللوحة.

### ألاسلوب
تم تصوير مستوى التينبريالية والواقعية بشكل جيد في هذه اللوحة - مما يخلق مظهرًا ثلاثي الأبعاد. تم استطالة خدي ميدوسا وخط الفك لتكمل طبيعة اللوحة. كانت فكرة كارافاجيو عن استخدام درع محدب كلوحة قماشية أن ترسمه من وجهة نظر البطل بيرسيوس - على سبيل المثال ظهر انعكاس ميدوسا على درعه، قبل أن يقتلها مباشرة.

## ألالهام
فكرة قطع الرأس هي صورة متكررة جدًا تصورها كارافاجيو وتميل إلى الحدوث في العديد من أعماله الفنية مثل لوحة جوديث تقطع راس هولوفرنيس وداود مع رأس جالوت وقطع رأس القديس يوحنا المعمدان. تم تصوير أعمال كارافاجيو الفنية على أنها أداة بصرية من خلال تصوير المشاهد المتعلقة بالتعذيب والاستشهاد. يرسم كل فنان نفسه في أعماله الفنية الخاصة. ومع ذلك، فإن طبيعة كارافاجيو المظلمة والغامضة واضحة ومتجسدة في لوحاته. مزيج العنف والواقعية هو ما يجعل عمله فريدًا.
|  |  |  |

## الرسام

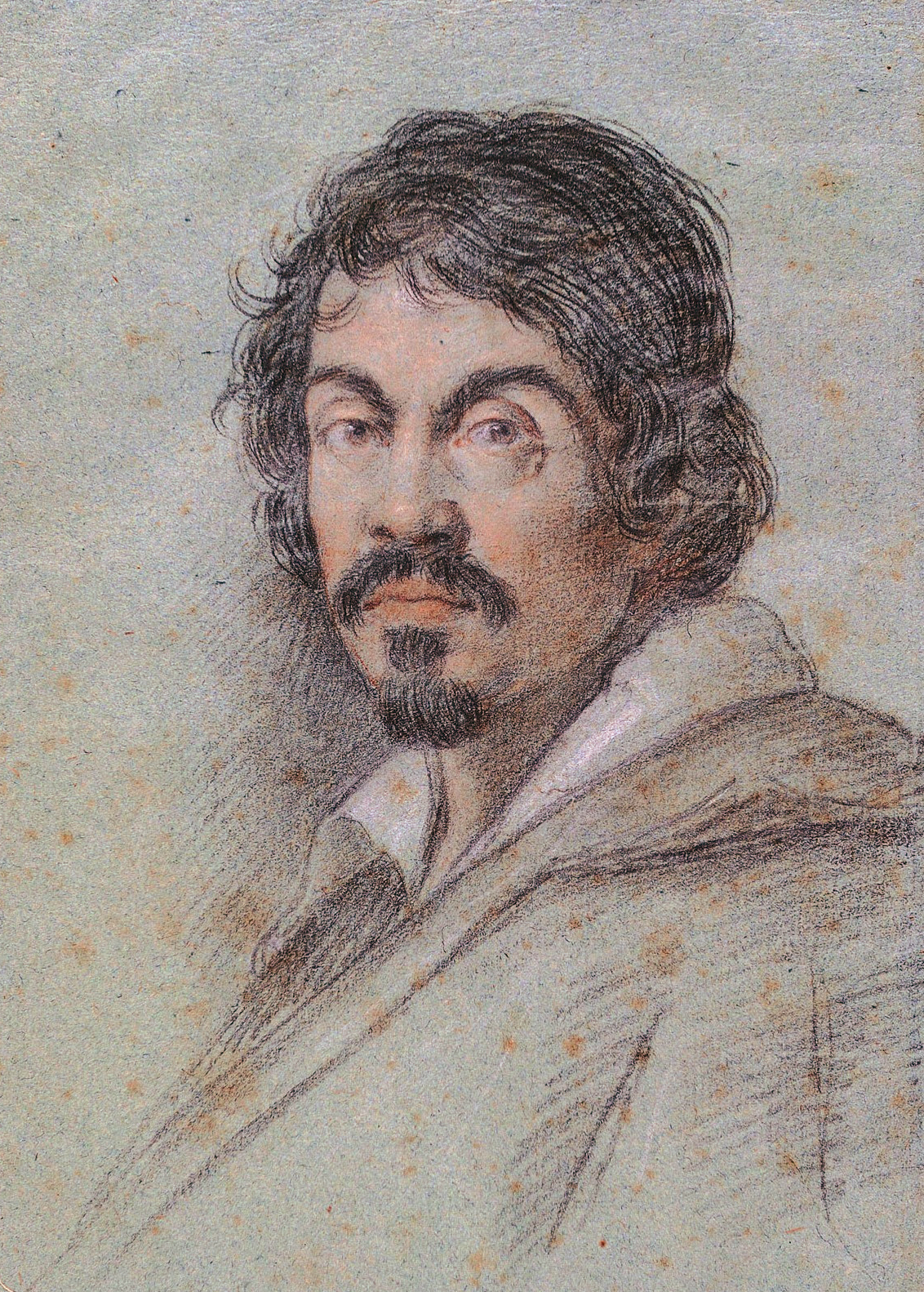
كارافاجيو

ميكيلانجلو ميريزي والملقب كارافاجيو، نسبة إلى مدينة مسقط رأسه، عاش (1571 - 1610 م). هو رسًّام إيطالي، قام بإضفاء جوٍ درامي على مشاهد لوحاته الواقعية، من خلال لجوءه إلى استغلال تفاوت الضوء والظلال. كان له تأثير كبير على الفنانين الذين جاؤوا بعده، وأطلق اسمه على تيار فني شمل كامل أوروبا. من لوحات الفنان المشهورة هي «موت العذراء» وقد كانت أحد الأسباب التي جعلته فارا من حكم البابا عليه بالموت.لديه انفصام بالشخصية، يفكر بطريقتين مختلفتين، يدمجها أثناء رسمه.نصفه ينفذ ما يأمره به الرهبان أثناء رسمه اللوحات ونصفه الآخر يرسم مظاهر من حياته الشخصية ويدمجهما بصورة غير ملحوظة حيث يستعمل الناس الموجودين في حياته كنموذج للرسم وهذا لن يسر الرهبان لأن رسوماته يجب أن تكون لها علاقة بالدين المسيحي ولا يجوز ان يرسم حبيبته أو صديقه في تلك الرسومات.